# شمس آل احمد
شمس‌الدین سادات آل احمد (زادهٔ ۱۰ تیرماه ۱۳۰۸ – درگذشتهٔ ۱۴ آذر ۱۳۸۹) نویسنده و محقق ایرانی بود. وی دانش‌آموخته فلسفه و علوم پرورشی‌ بود و مدت‌ها دبیر آموزش و پرورش بود.  در سال ۱۳۵۹ با حکم بنیانگذار انقلاب اسلامی به عضویت ستاد انقلاب فرهنگی درآمد.  او برادر کوچکتر جلال آل احمد بود. وی در ۱۴ آذر ۱۳۸۹ درگذشت.
از کارهای او در زمینه تصحیح متون می‌توان به «طوطی‌نامه» یا «جواهر الاسمار» اشاره کرد که ۳۱ سال پیش به چاپ رسید. دیگر آثار شمس آل احمد عبارتند از: «گاهواره»، «عقیقه»، «مجموعه قصه قدمایی»، «سیر و سلوک»، «از چشم برادر» و «حدیث انقلاب».
سیر و سلوک، سفرنامهٔ شمس آل احمد به آلمان و اسپانیا در شهریور و مهر ۱۳۶۴ است. سفر اسپانیا برای نویسنده امکان فراهم آورد تا با سابقه تمدن اسلامی در شبه جزیره ایبری از نزدیک آشنا شود و دربارهٔ معماری و شهرسازی و فرهنگ و علایق مردم آن دیار اظهارنظر کند. وی در مقدمه کتاب شرح می‌دهد که دو جلد آینده از این سفرنامه به ترتیب به نیکاراگوئه و کوبا اختصاص دارد، لیکن فقط جلد اول کتاب به چاپ رسید.

## شایعه سازی او در مورد مرگ برادرش
ببینید : شایعات در ایران
جلال آل احمد در ۱۸ شهریور ۱۳۴۸ در ۴۵ سالگی در اَسالِم گیلان درگذشت. پس از مرگ نابهنگام آل احمد، پیکر وی به‌سرعت تشییع و به خاک سپرده شد.  شمس آل احمد معتقد شد که ساواک او را به قتل رسانده و شرح مفصلی در این باره در کتاب از چشم برادر بیان کرد. سیمین دانشور، همسر جلال، در کتاب غروب جلال  علت مرگ جلال را زیاده‌روی در مصرف نوشابه الکلی قزونیکا (نام ودکایی ساخت ایران در آن زمان) ذکر می‌کند و علت پزشکی مرگ را هم آمبولی ریه در اثر افراط در مصرف مشروبات الکلی و سیگار اشنو نقل می‌کند و شایعات مربوط به دست داشتن ساواک در مرگ جلال را صریحاً رد می‌کند. 